# Cephaloscyllium fasciatum
Cephaloscyllium fasciatum es una especie de peces de la familia Scyliorhinidae en el orden de los Carcharhiniformes.

## Morfología
Los machos pueden llegar alcanzar los 42 cm de longitud total.

## Hábitat
Es un pez de mar de aguas profundas y asociado a los  arrecifes de coral que vive entre 205-450 m de profundidad.

## Distribución geográfica
Se encuentra desde Hainan (China) hasta el noroeste de Australia.